# Basketball-Ozeanienmeisterschaft 2009
Die Basketball-Ozeanienmeisterschaft 2009, die 19. Basketball-Ozeanienmeisterschaft, fand zwischen dem 23. und 25. August 2009 in Sydney, Australien und Wellington, Neuseeland statt. Es war das erste Mal in der Geschichte des Turniers, das beide Länder die Meisterschaft ausrichteten. Gewinner war Neuseeland, das zum dritten Mal den Titel erringen konnte. In der Serie konnte Australien dank des besseren Gesamtpunktstandes geschlagen werden. Es war erst das zweite Mal in der Historie des Turniers, dass sich Australien Neuseeland in der Serie geschlagen geben musste. 

## Spielorte
| Land       | Ort        | Spielstätte         | Kapazität |
| ---------- | ---------- | ------------------- | --------- |
| Australien | Sydney     | State Sports Centre | 5.006     |
| Neuseeland | Wellington | TSB Bank Arena      | 5.655     |

## Teilnehmende Mannschaften
Australien
| Nummer | Position | Name                | Geburtsdatum | Größe      |
| ------ | -------- | ------------------- | ------------ | ---------- |
| 4      | G        | Matthew Dellavedova | 08.09.1990   | 1,91 Meter |
| 5      | G        | Adam Gibson         | 30.10.1986   | 1,88 Meter |
| 6      | PF       | AJ Ogilvy           | 17.06.1988   | 2,11 Meter |
| 7      | SF       | Joe Ingles          | 02.10.1987   | 2,04 Meter |
| 8      | F        | Brad Newley         | 18.02.1985   | 1,99 Meter |
| 9      |          | Peter Crawford      | 06.11.1979   | 1,93 Meter |
| 10     | G        | James Harvey        | 15.02.1979   | 1,96 Meter |
| 12     | F        | Oscar Forman        | 16.01.1982   | 2,06 Meter |
| 13     | F        | Aron Baynes         | 09.12.1986   | 2,07 Meter |
| 14     | PG       | Damian Martin       | 05.09.1984   | 1,88 Meter |
| 15     | C        | Nathan Jawai        | 10.10.1986   | 2,08 Meter |

 Neuseeland
| Nummer | Position | Name                  | Geburtsdatum | Größe      |
| ------ | -------- | --------------------- | ------------ | ---------- |
| 4      |          | Lindsay Tait          | 08.01.1982   | 1,90 Meter |
| 5      | PG       | Michael Fitchett      | 20.09.1982   | 1,83 Meter |
| 6      | G        | Kirk Penney           | 23.11.1980   | 1,96 Meter |
| 7      |          | Mika Vukona           | 13.05.1982   | 1,93 Meter |
| 8      |          | Jarrod Kenny          | 17.09.1985   | 1,88 Meter |
| 9      |          | Corey Webster         | 29.11.1988   | 1,89 Meter |
| 10     |          | Leon Henry            | 14.10.1985   |            |
| 11     |          | Alex Pledger          | 27.03.1987   |            |
| 12     |          | Thomas Abercrombie    | 05.07.1987   | 1,98 Meter |
| 13     |          | Casey Frank           | 23.10.1977   | 2,03 Meter |
| 14     |          | Rob Loe               | 05.08.1991   |            |
| 15     |          | Benny Charles Anthony | 20.07.1988   | 1,98 Meter |

## Modus
Gespielt wurde in Form eines Hin- und Rückspiels. Die Mannschaft, die zwei Siege erringen konnte, wurde Basketball-Ozeanienmeister 2009. Bei Gleichstand nach Siegen, entschied der Gesamtpunktstand.

## Ergebnisse
| 23. August 2009 18:00 | Bericht | Australien                                                             | 84 – 77 | Neuseeland                                                                           | State Sports Centre, Sydney |
| 23. August 2009 18:00 | Bericht | Punkte pro Viertel: 25 : 21, 18 : 21, 18 : 22, 23 : 13                 |         |                                                                                      | State Sports Centre, Sydney |
| 23. August 2009 18:00 | Bericht | Punkte: Joe Ingles 26 Rebounds: Nathan Jawai 11 Assists: Adam Gibson 6 |         | Punkte: Kirk Penney 23 Rebounds: Mika Vukona 10 Assists: Kirk Penney, Lindsay Tait 4 | State Sports Centre, Sydney |
| 23. August 2009 18:00 | Bericht |                                                                        |         |                                                                                      | State Sports Centre, Sydney |

| 25. August 2009 19:30 | Bericht | Neuseeland                                                               | 100 – 78 | Australien                                                            | TSB Bank Arena, Wellington |
| 25. August 2009 19:30 | Bericht | Punkte pro Viertel: 17 : 16, 21 : 24, 36 : 15, 26 : 23                   |          |                                                                       | TSB Bank Arena, Wellington |
| 25. August 2009 19:30 | Bericht | Punkte: Mika Vukona 25 Rebounds: Alex Pledger 13 Assists: Kirk Penney 10 |          | Punkte: Brad Newley 20 Rebounds: Nathan Jawai 9 Assists: Joe Ingles 5 | TSB Bank Arena, Wellington |
| 25. August 2009 19:30 | Bericht |                                                                          |          |                                                                       | TSB Bank Arena, Wellington |

| Australien           |
| Meister Neuseeland   |
| Dritte Meisterschaft |

## Statistiken

### Individuelle Statistiken

#### Punkte
| Gesamt | Gesamt       | Gesamt | pro Spiel | pro Spiel    | pro Spiel    |
| Platz  | Name         | Anzahl | Platz     | Name         | Durchschnitt |
| ------ | ------------ | ------ | --------- | ------------ | ------------ |
| 1      | Kirk Penney  | 47     | 1         | Kirk Penney  | 23,5         |
| 2      | Joe Ingles   | 39     | 2         | Joe Ingles   | 19,5         |
| 3      | Nathan Jawai | 34     | 3         | Nathan Jawai | 17,0         |
| 4      | Brad Newley  | 33     | 4         | Brad Newley  | 16,5         |
| 5      | Mika Vukona  | 32     | 5         | Mika Vukona  | 16,0         |

#### Rebounds
| Gesamt | Gesamt       | Gesamt | pro Spiel | pro Spiel    | pro Spiel    |
| Platz  | Name         | Anzahl | Platz     | Name         | Durchschnitt |
| ------ | ------------ | ------ | --------- | ------------ | ------------ |
| 1      | Mika Vukona  | 22     | 1         | Mika Vukona  | 11,0         |
| 2      | Nathan Jawai | 20     | 2         | Nathan Jawai | 10,0         |
| 3      | Alex Pledger | 19     | 3         | Alex Pledger | 9,5          |
| 4      | Kirk Penney  | 13     | 4         | Kirk Penney  | 6,5          |
| 5      | Brad Newley  | 10     | 5         | Brad Newley  | 5,0          |

#### Assists
| Gesamt | Gesamt             | Gesamt | pro Spiel | pro Spiel          | pro Spiel    |
| Platz  | Name               | Anzahl | Platz     | Name               | Durchschnitt |
| ------ | ------------------ | ------ | --------- | ------------------ | ------------ |
| 1      | Kirk Penney        | 14     | 1         | Kirk Penney        | 7,0          |
| 2      | Adam Gibson        | 9      | 2         | Adam Gibson        | 4,5          |
| 3      | Joe Ingles         | 8      | 3         | Joe Ingles         | 4,0          |
|        | Lindsay Tait       | 8      |           | Lindsay Tait       | 4,0          |
| 4      | Thomas Abercrombie | 3      | 4         | Thomas Abercrombie | 1,5          |

#### Blocks
| Gesamt | Gesamt                | Gesamt | pro Spiel | pro Spiel             | pro Spiel    |
| Platz  | Name                  | Anzahl | Platz     | Name                  | Durchschnitt |
| ------ | --------------------- | ------ | --------- | --------------------- | ------------ |
| 1      | Aron Baynes           | 4      | 1         | Aron Baynes           | 2,0          |
| 2      | Nathan Jawai          | 3      | 2         | Nathan Jawai          | 1,5          |
| 3      | Brad Newley           | 2      | 3         | Brad Newley           | 1,0          |
|        | Mika Vukona           | 2      |           | Mika Vukona           | 1,0          |
| 4      | Benny Charles Anthony | 1      | 4         | Benny Charles Anthony | 0,5          |

#### Steals
| Gesamt | Gesamt              | Gesamt | pro Spiel | pro Spiel           | pro Spiel    |
| Platz  | Name                | Anzahl | Platz     | Name                | Durchschnitt |
| ------ | ------------------- | ------ | --------- | ------------------- | ------------ |
| 1      | Joe Ingles          | 3      | 1         | Joe Ingles          | 1,5          |
| 2      | Matthew Dellavedova | 2      | 2         | Matthew Dellavedova | 1,0          |
|        | Adam Gibson         | 2      |           | Adam Gibson         | 1,0          |
|        | AJ Ogilvy           | 2      |           | AJ Ogilvy           | 1,0          |
|        | Alex Pledger        | 2      |           | Alex Pledger        | 1,0          |

### Kollektive Statistiken

#### Punkte
| Gesamt | Gesamt     | Gesamt | pro Spiel | pro Spiel  | pro Spiel    |
| Platz  | Name       | Anzahl | Platz     | Name       | Durchschnitt |
| ------ | ---------- | ------ | --------- | ---------- | ------------ |
| 1      | Neuseeland | 177    | 1         | Neuseeland | 88,5         |
| 2      | Australien | 162    | 2         | Australien | 81,0         |

#### Rebounds
| Gesamt | Gesamt     | Gesamt | pro Spiel | pro Spiel  | pro Spiel    |
| Platz  | Name       | Anzahl | Platz     | Name       | Durchschnitt |
| ------ | ---------- | ------ | --------- | ---------- | ------------ |
| 1      | Neuseeland | 86     | 1         | Neuseeland | 43,0         |
| 2      | Australien | 61     | 2         | Australien | 30,5         |

#### Assists
| Gesamt | Gesamt     | Gesamt | pro Spiel | pro Spiel  | pro Spiel    |
| Platz  | Name       | Anzahl | Platz     | Name       | Durchschnitt |
| ------ | ---------- | ------ | --------- | ---------- | ------------ |
| 1      | Neuseeland | 34     | 1         | Neuseeland | 17,0         |
| 2      | Australien | 27     | 2         | Australien | 13,5         |

#### Blocks
| Gesamt | Gesamt     | Gesamt | pro Spiel | pro Spiel  | pro Spiel    |
| Platz  | Name       | Anzahl | Platz     | Name       | Durchschnitt |
| ------ | ---------- | ------ | --------- | ---------- | ------------ |
| 1      | Australien | 10     | 1         | Australien | 5,0          |
| 2      | Neuseeland | 3      | 2         | Neuseeland | 1,5          |

#### Steals
| Gesamt | Gesamt     | Gesamt | pro Spiel | pro Spiel  | pro Spiel    |
| Platz  | Name       | Anzahl | Platz     | Name       | Durchschnitt |
| ------ | ---------- | ------ | --------- | ---------- | ------------ |
| 1      | Australien | 12     | 1         | Australien | 6,0          |
| 2      | Neuseeland | 6      | 2         | Neuseeland | 3,0          |

## Abschlussplatzierung
| Rang | Mannschaft |
| ---- | ---------- |
| 1    | Neuseeland |
| 2    | Australien |

Neuseeland qualifizierte sich durch den Erfolg zusammen mit Australien für die Basketball-Weltmeisterschaft 2010 in der Türkei, wobei Neuseeland in der Setzliste höher gesetzt war als Australien. 